# Ludwigshafen-Friesenheim
Friesenheim ist einer der zehn Ortsbezirke der Stadt Ludwigshafen am Rhein.

## Geschichte
Anlässlich einer Schenkung an das Kloster Lorsch wird Friesenheim bereits im Jahr 771 – im gleichen Jahr wie Ruchheim – im „Codex Laureshamensis“ (Lorscher Codex) erwähnt. Um 1555 erbauten die Kurfürsten von der Pfalz auf der Friesenheimer Gemarkung das Jagdschloss Hirschbühl, das 1622 während des Dreißigjährigen Krieges zerstört wurde. Die wildreichen Auwälder waren Jagdgebiet des Pfalzgrafen Johann Kasimir, der als Vorbild für das Lied Der Jäger aus Kurpfalz diente. An der Stelle, an der sich früher das Jagdschloss befand, stehen heute Industrieanlagen der BASF. Das ehemalige Jagdrevier wurde nach der Rheinbegradigung im 19. Jahrhundert abgetrennt und liegt heute als Friesenheimer Insel rechts vom Rhein auf dem Gebiet der Stadt Mannheim.
Am 1. Januar 1892 wurde Friesenheim nach Ludwigshafen eingemeindet.

### Zitat aus der Stadtchronik
„Die heutige Stadt Ludwigshafen am Rhein ist hervorgegangen aus den ehemaligen Gemeinden Friesenheim und Mundenheim, deren schon im fernen Altertum urkundliche Erwähnung geschieht. Der Ort Friesenheim erscheint soweit nachweisbar erstmals in Urkunden des im Jahre 763 von einem Grafen Cancor, gestifteten Klosters Lorsch, wonach im 2. Jahre Karls des Großen (770) – Anm.: Richtig ist allerdings drittes Jahr, 771 – die Gottgeweihte Hita ihre sämtlichen Besitzungen zu Friesenheim, Weißenheim, Ebertsheim, Mundenheim, Hemsheim und Karlebach diesem Kloster geschenkt hat. In Friesenheim befand sich eine Burg und zugleich hatte der Ort einem Rittergeschlechte den Namen gegeben. Ein Ritter Burkard von Friesenheim hat im Jahre 1237 mit dem Kloster Eußerthal über Abgaben der Klostergüter zu Schwegenheim einen Vergleich abgeschlossen und auch im Jahre 1248 mit Marquard, dem Edelknechte von Friesenheim, einen Vertrag errichtet. Dieser Edelknecht erscheint weiter von 1266 bis 1281 als Lehnsmann Konrads von Stralenberg zu Schauernheim. Die Söhne Wilhelms von Friesenheim überließen im Jahre 1269 Lebensgüter zu Hochheim an einen Dirolf von Hochheim und dessen Gemahlin Guda. Ein Johann von Friesenheim ward im Jahre 1296 Zehntherr von Mußbach; Ritter Konrad von Friesenheim bürgte 1304 bei dem Eußerthaler Güterkauf zu Kleinfischlingen; Otto von Friesenheim war Domherr zu Mainz im Jahre 1396, eine Erlandis von Friesenheim erscheint in den Jahren 1408 und 1427 als Priorin des Klosters Himmelskron.
In der Heiratsabrede des Pfalzgrafen Ludwig II. mit dem Herzog Friedrich zu Lotharingen vom Jahre 1287 ward der Braut Margaretha, einer Tochter des Herzogs Friedrich, unter anderem Friesenheim, Burg und Dorf, zum Wittum ausgeschieden. Pfalzgraf Ludwig kaufte nach einer Urkunde vom Jahre 1291 vom Grafen Wallrab von Zweibrücken die Burg Elmstein um dreihundert Kölnische Mark und wies dem Verkäufer hierfür 200 Malten Korn jährlich auf den Hof und Zehnten zu Friesenheim an.
Die Erbteilung der gräflichen Brüder Friedrich und Jofried zu Leinrogen vom Jahre 1317 erwähnt auch eines Burglehms zu Friesenheim. Da von dieser Burg weiterhin keine Spur mehr sich zeigt, scheint sie in dem jüngeren Jagdschlosse daselbst neu erstanden zu sein, welches Kurfürst Friedrich Il. auf dem pfälzischen Hofe des Hirschbühels aufführen ließ, um der jedesmaligen Rückkehr von den diesseitigen Jagdpartien nach Mannheim enthoben zu sein, wohin damals noch keine Schiff Brücke führte. Kurfürst Friedrich I. hatte diesen Hof auf dem Hirschbühl mit dem daran stoßenden Wäldchen Herrenholz im Jahre 1464 an Schultheis, Schöffen und Gemeinde des Dorfes, ihre Erben und Nachkommen verliehen, allein Kurfürst Philipp hatte Gefallen an dem Hofe und zog ihn 1487 durch Vergleich mit der Gemeinde wieder an sich. Die folgenden Kurfürsten nahmen ebenfalls gerne zur Ausübung der Jagd hier öfters Aufenthalt. In dem Dreißigjährigen Kriege (1618–1648) ist das Jagdhaus vollständig zerfallen und ward nicht mehr aufgebaut. Die zugehörigen Grundstücke wurden unter dem Namen des großen und kleinen Gutes, nebst dem Kreuzaltargute für Rechnung der kurpfälzischen Hofkammer in Bestand gegeben.
An das Herrenholz und an das Jagdschloß erinnern noch die heutigen Gewannbezeichnungen: 'Herrenwald' und 'Im Hirschenböhl'.“
Zitiert aus Geschichte der Stadt Ludwigshafen am Rhein. Herausgegeben vom Bürgermeisteramt. Ludwigshafen, 1903

## Politik
- SPD: 4
- Grüne: 2
- FDP: 1
- FWG: 3
- CDU: 5

### Ortsbeirat
Politisches Gremium für den Ortsbezirk ist der Ortsbeirat Ludwigshafen-Friesenheim und der Ortsvorsteher. Der Ortsbeirat hat 15 Mitglieder. Er ist zu allen wichtigen, den Ortsbezirk betreffenden Fragen zu hören.
Zur Zusammensetzung des Ortsbeirats in früheren Wahlperioden siehe die Ergebnisse der Kommunalwahlen in Ludwigshafen am Rhein.

### Ortsvorsteher
Thorsten Ralle (CDU) wurde am 2. Juli 2024 Ortsvorsteher von Friesenheim. Bei der Stichwahl am 23. Juni 2024 hatte er sich mit einem Stimmenanteil von 51,7 % durchgesetzt. Diese Wahl war notwendig geworden, nachdem bei der Kommunalwahl am 9. Juni 2024 keiner der ursprünglich vier Bewerber die notwendige Mehrheit erreicht hatte.
Ralles Vorgänger Günther Henkel (SPD) hatte das Amt seit 2014 ausgeübt und war bei der Wahl 2024 nicht erneut angetreten.

## Bauwerke
Zu den bedeutenden Bauwerken im Stadtteil Friesenheim gehören u. a.:
- Die Friedenskirche (1931/32), bedeutender protestantischer Kirchenbau aus der Zeit zwischen den beiden Weltkriegen mit einem im Zweiten Weltkrieg zerstörten großen Altarbild des Künstlers Max Slevogt.
- Das Turmrestaurant im Ebertpark
- Die Eberthalle
- Die Ebertsiedlung

Siehe auch: Liste der Kulturdenkmäler in Ludwigshafen-Friesenheim

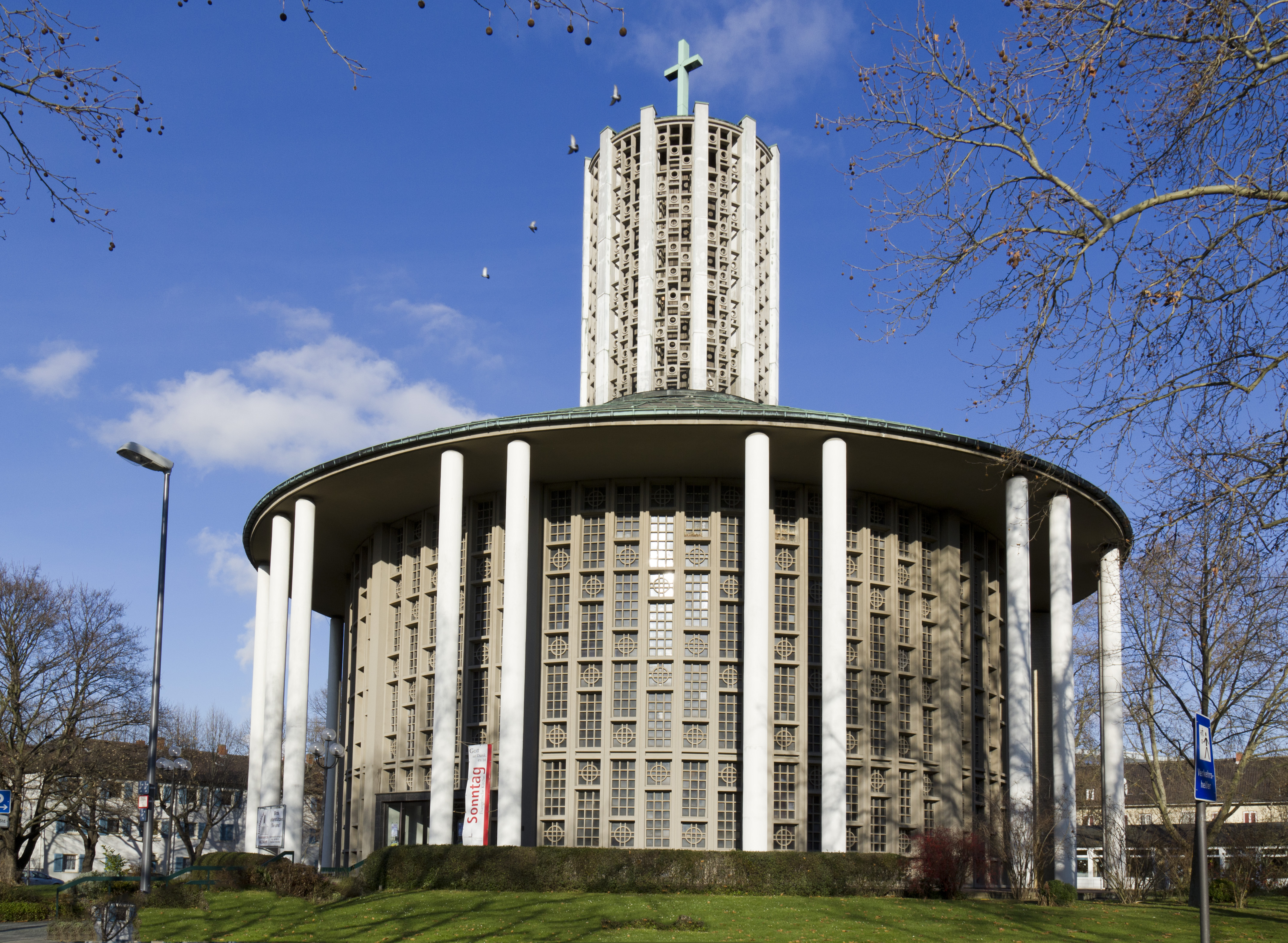
Friedenskirche
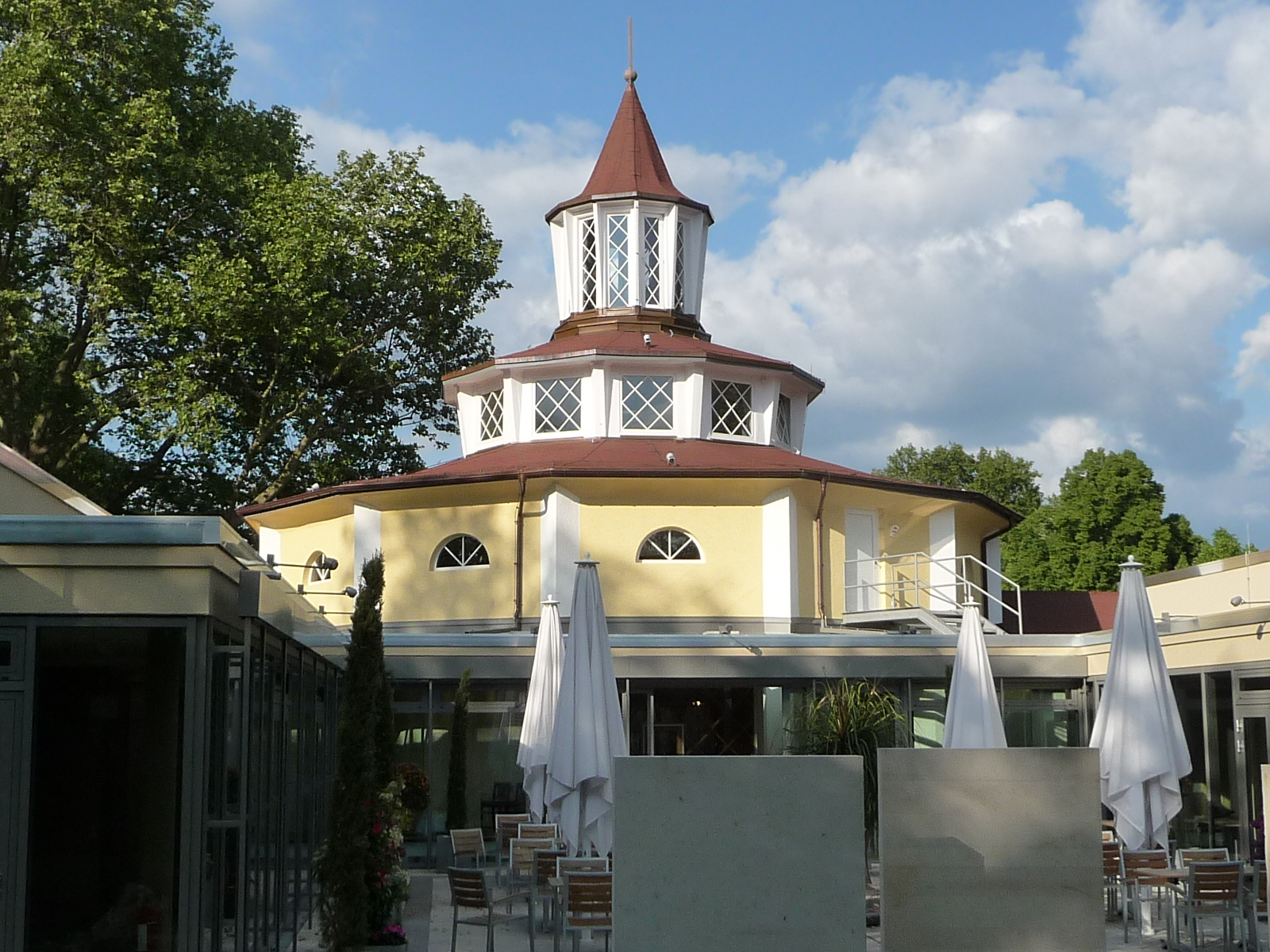
Turmrestaurant
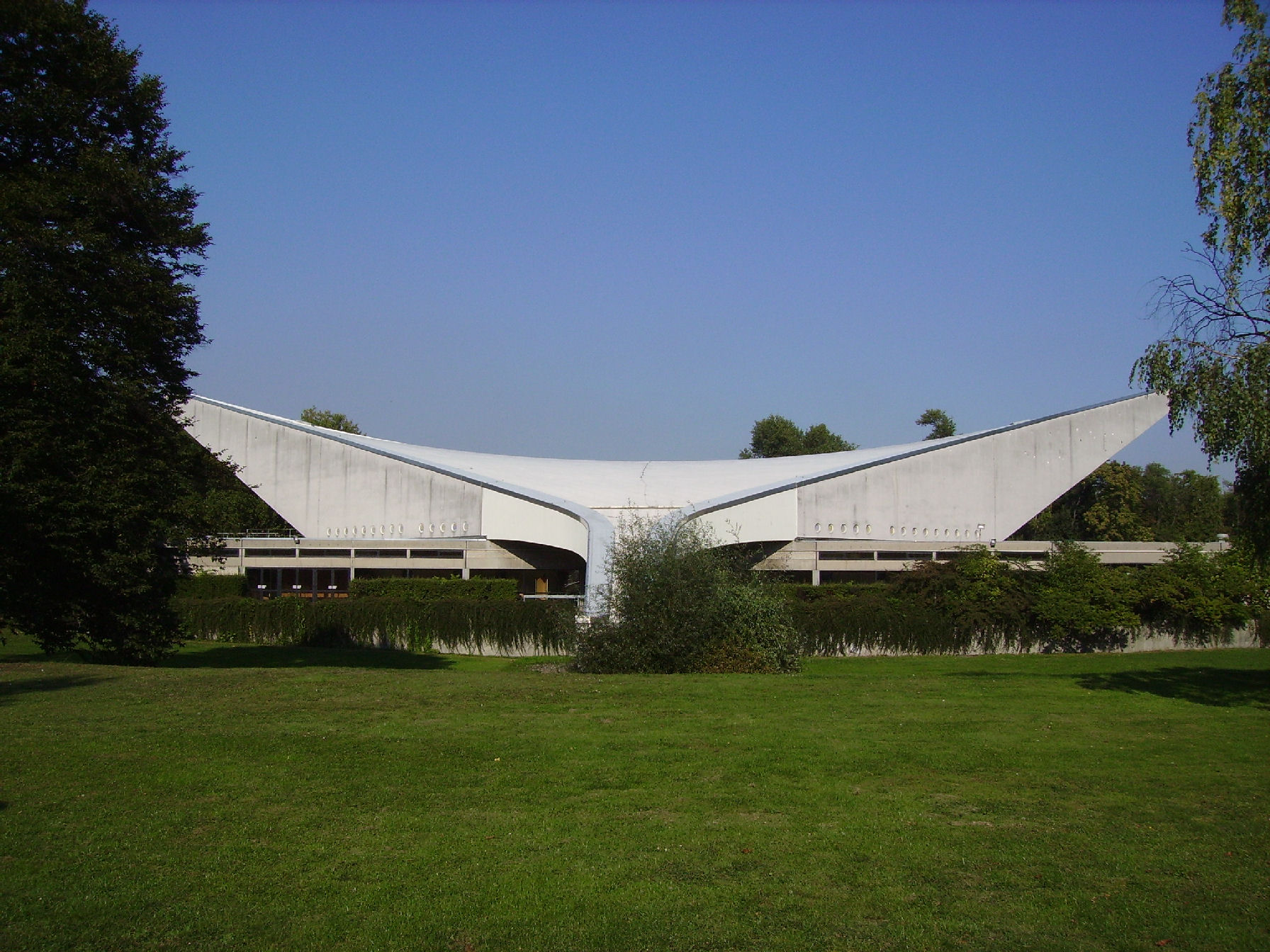
Eberthalle
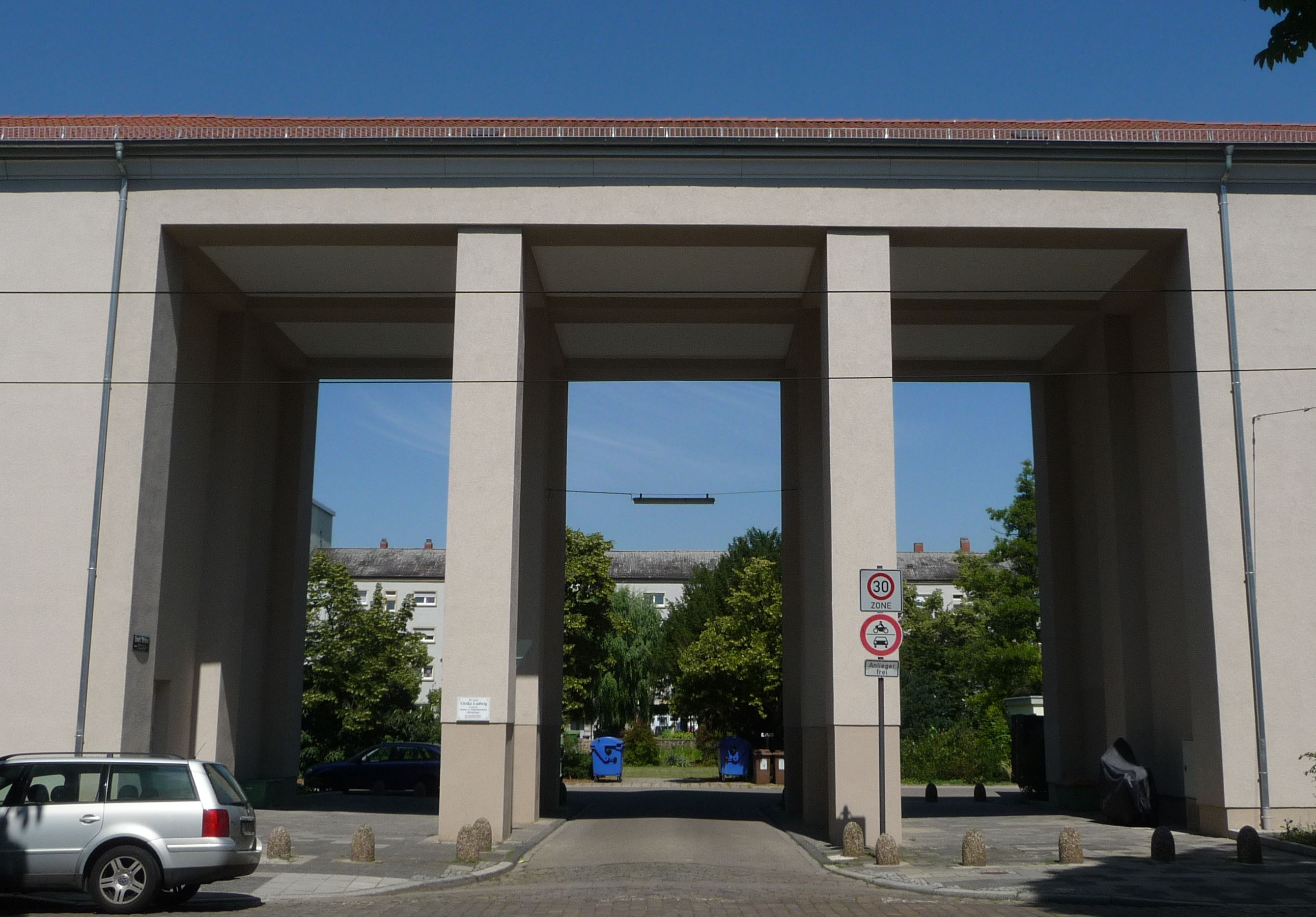
Ebertsiedlung

## Wirtschaft

### BASF
Zwischen Friesenheim und dem Rhein befindet sich der größte Teil der Industrieanlagen der BASF.

### Rogon Sportmanagement
In der Friesenheimer Sternstraße ist die Firma Rogon Sportmanagement ansässig, die weltweit 100 Mitarbeiter beschäftigt, 20 davon in Friesenheim. Geschäftsführer und Mitbegründer sind Roger Wittmann und der ehemalige Fußballtorwart Wolfgang Fahrian, der einer der ersten lizenzierten Spielervermittler war.

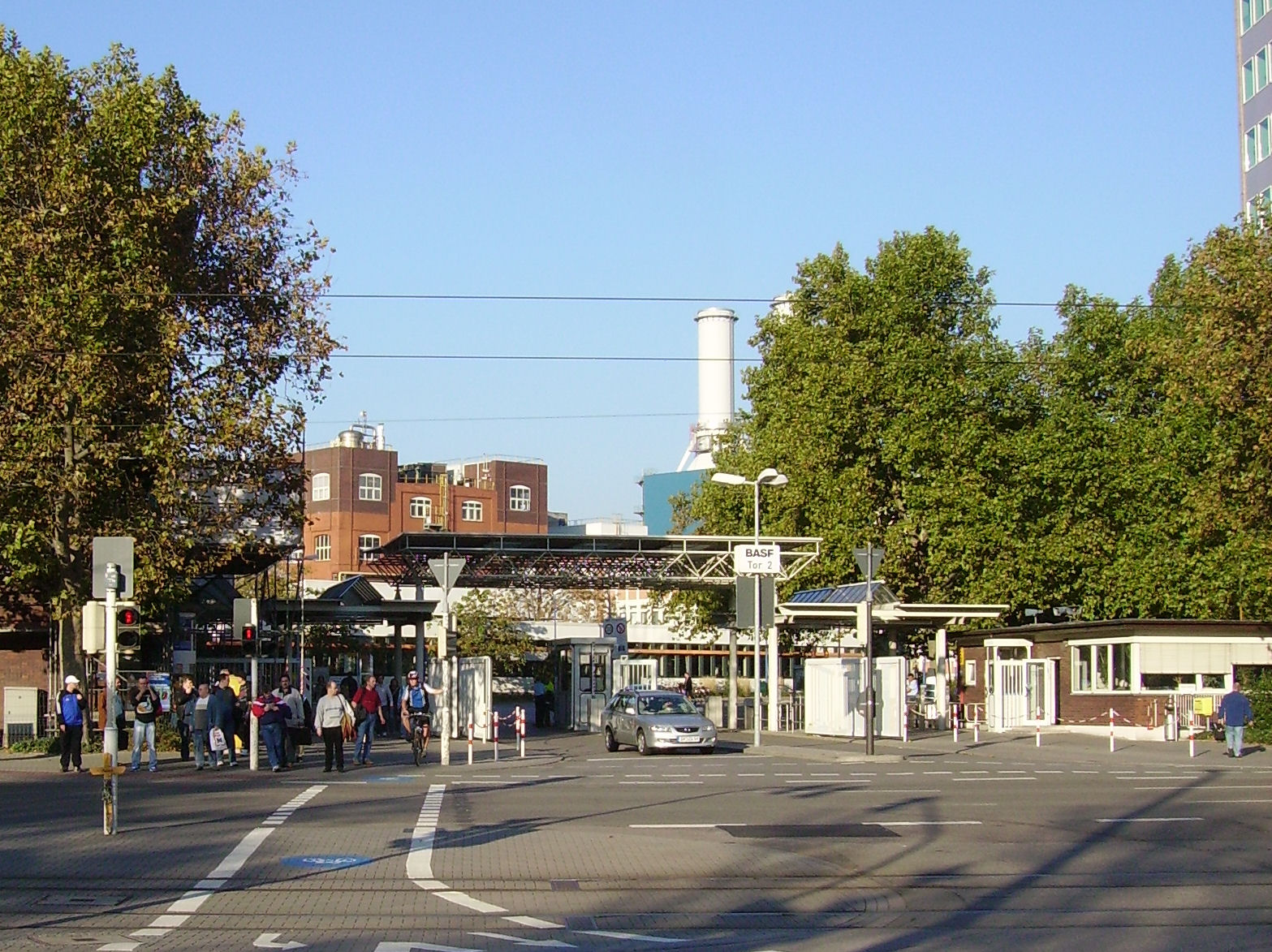
Werkstor der BASF
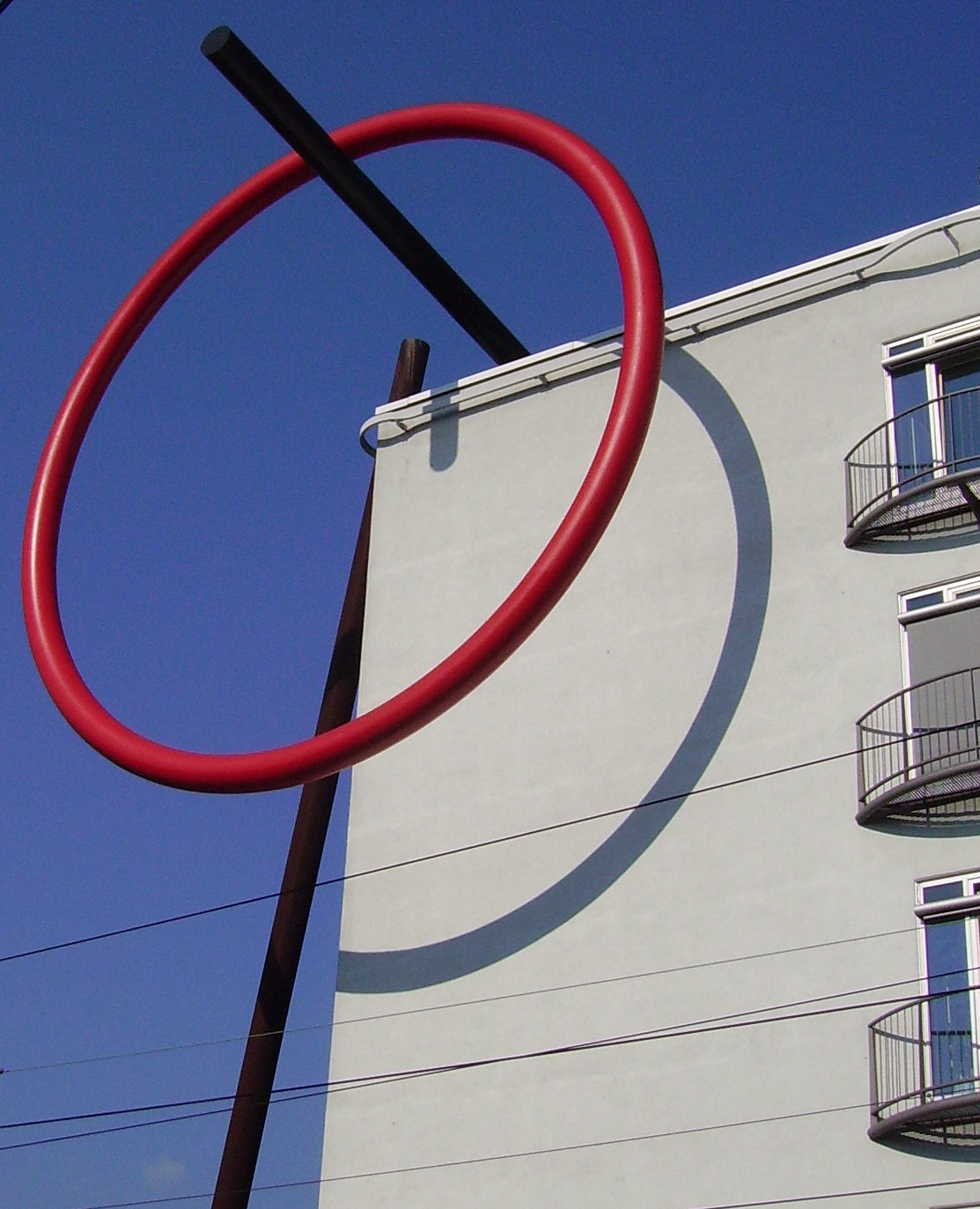
Klinikum mit Ring des Seyns
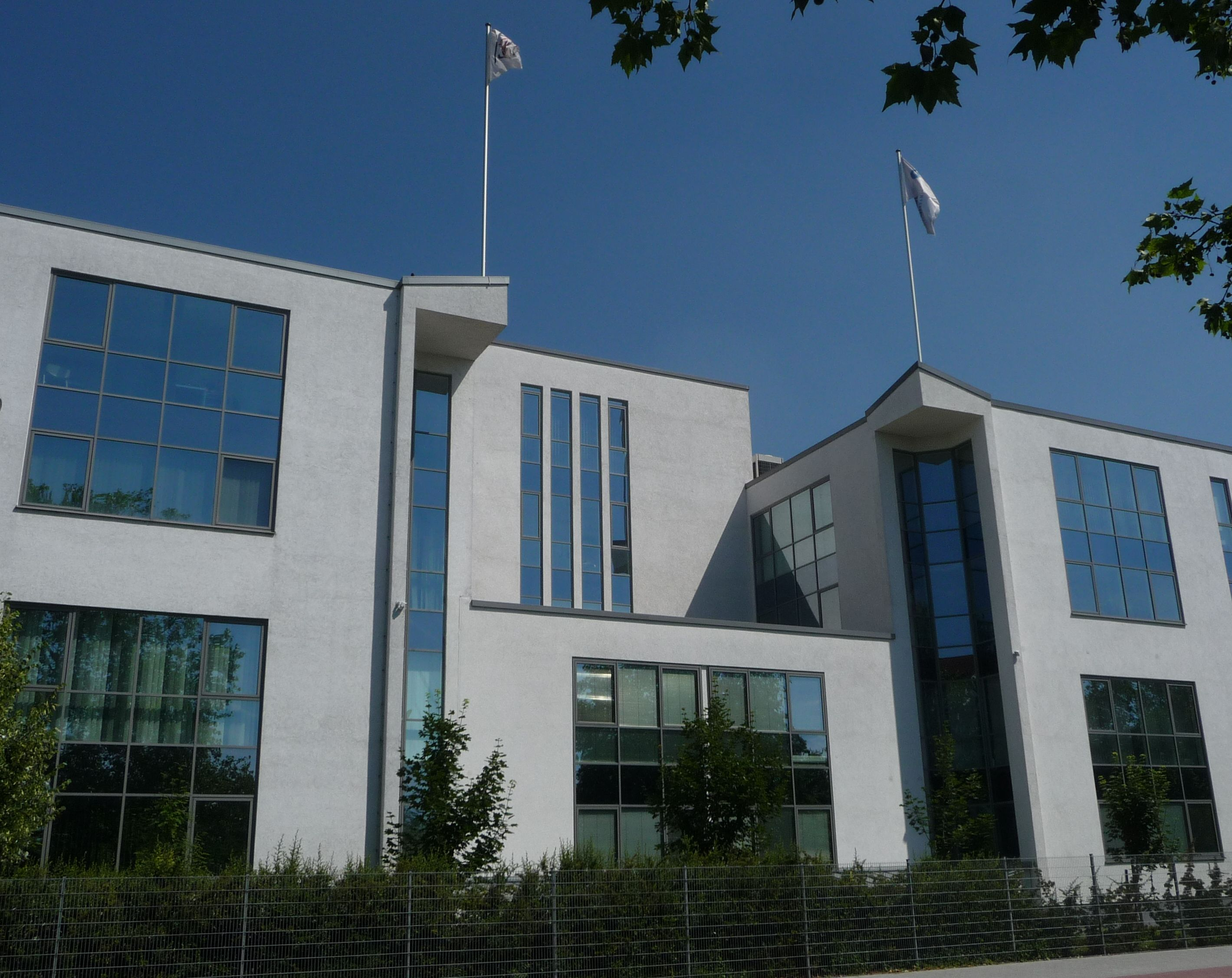
Rogon Sportmanagement

## Sport
National bekannt ist Friesenheim durch die Handballabteilung der TSG Friesenheim, deren 1. Männermannschaft unter dem Namen „Die Eulen Ludwigshafen“ in der Handball-Bundesliga spielt.

## Bildergalerie

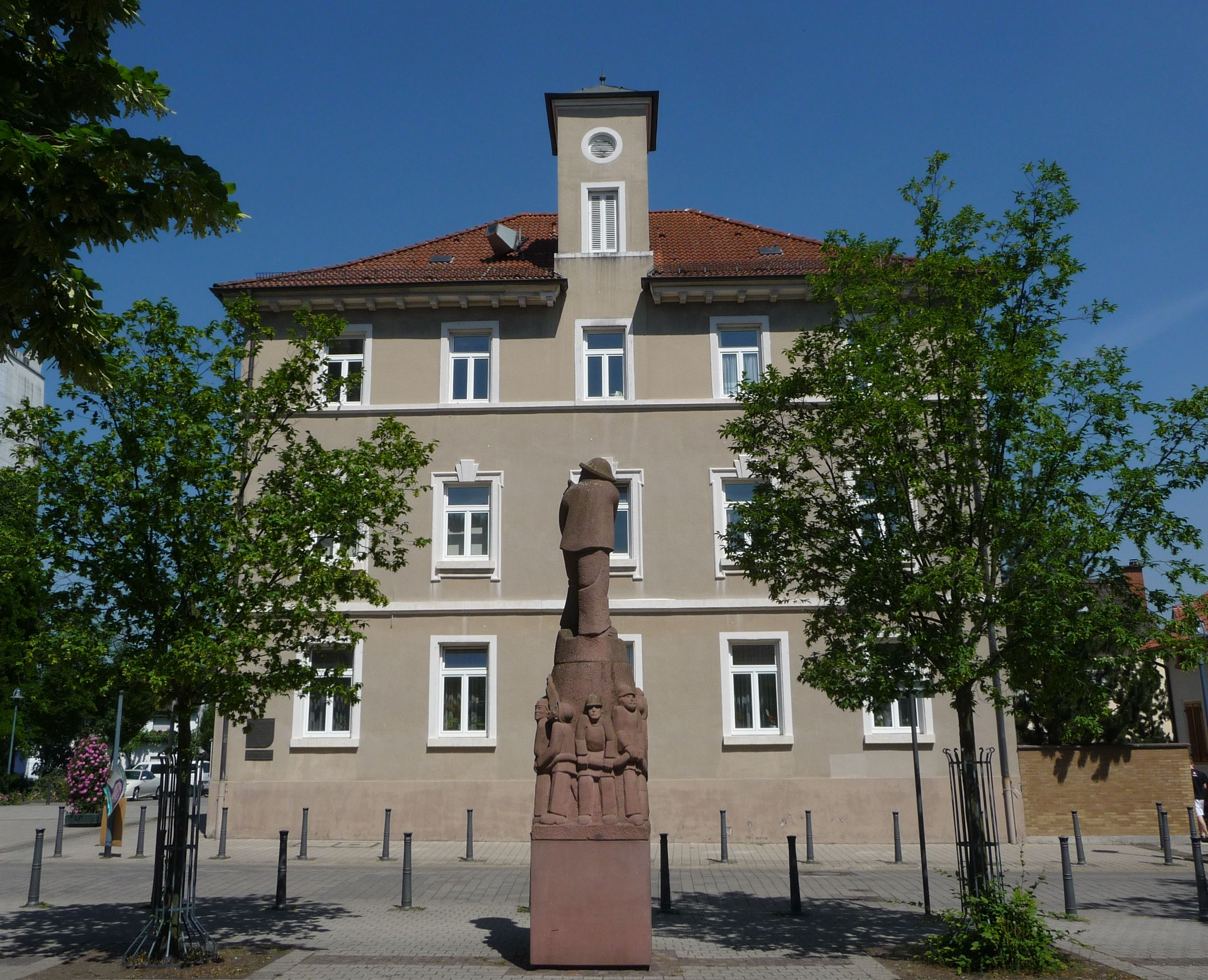
Altes Rathaus mit dem Rochusdenkmal des Friesenheimer Stadtteilvereins
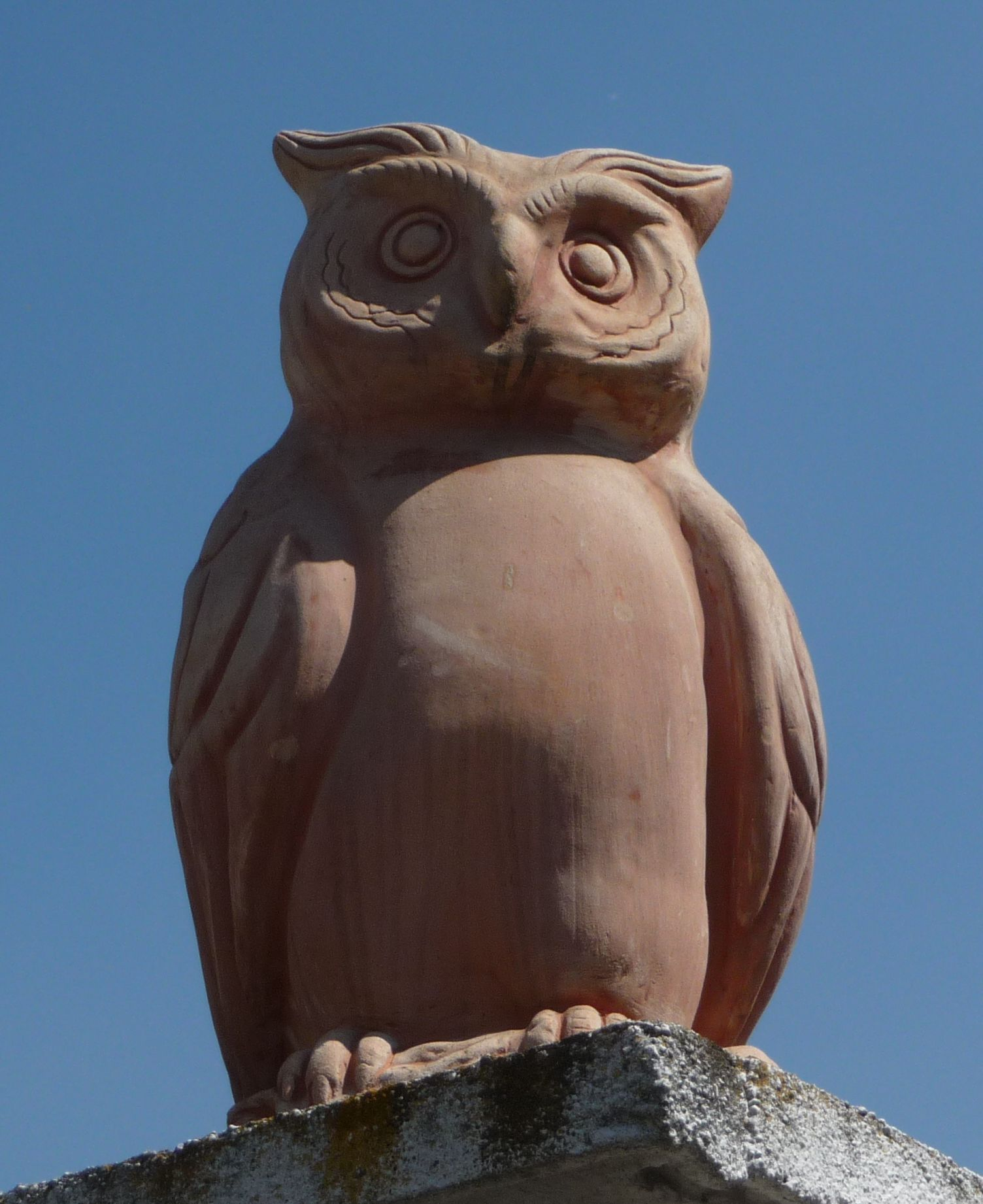
Friesenheimer Eule
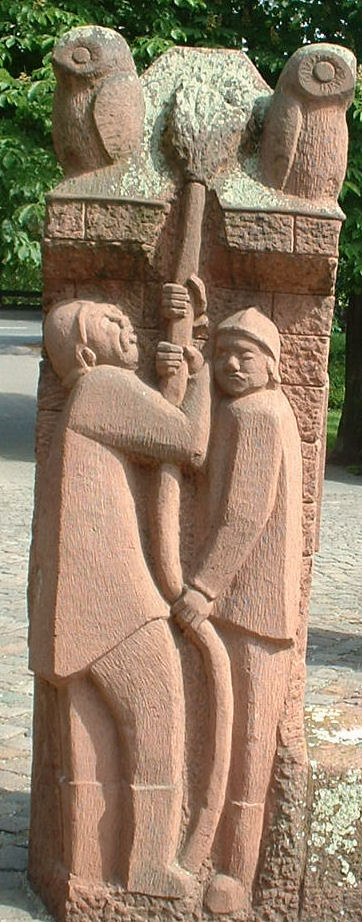
Friesenheimer Eulen auf dem Stadtteilbrunnen
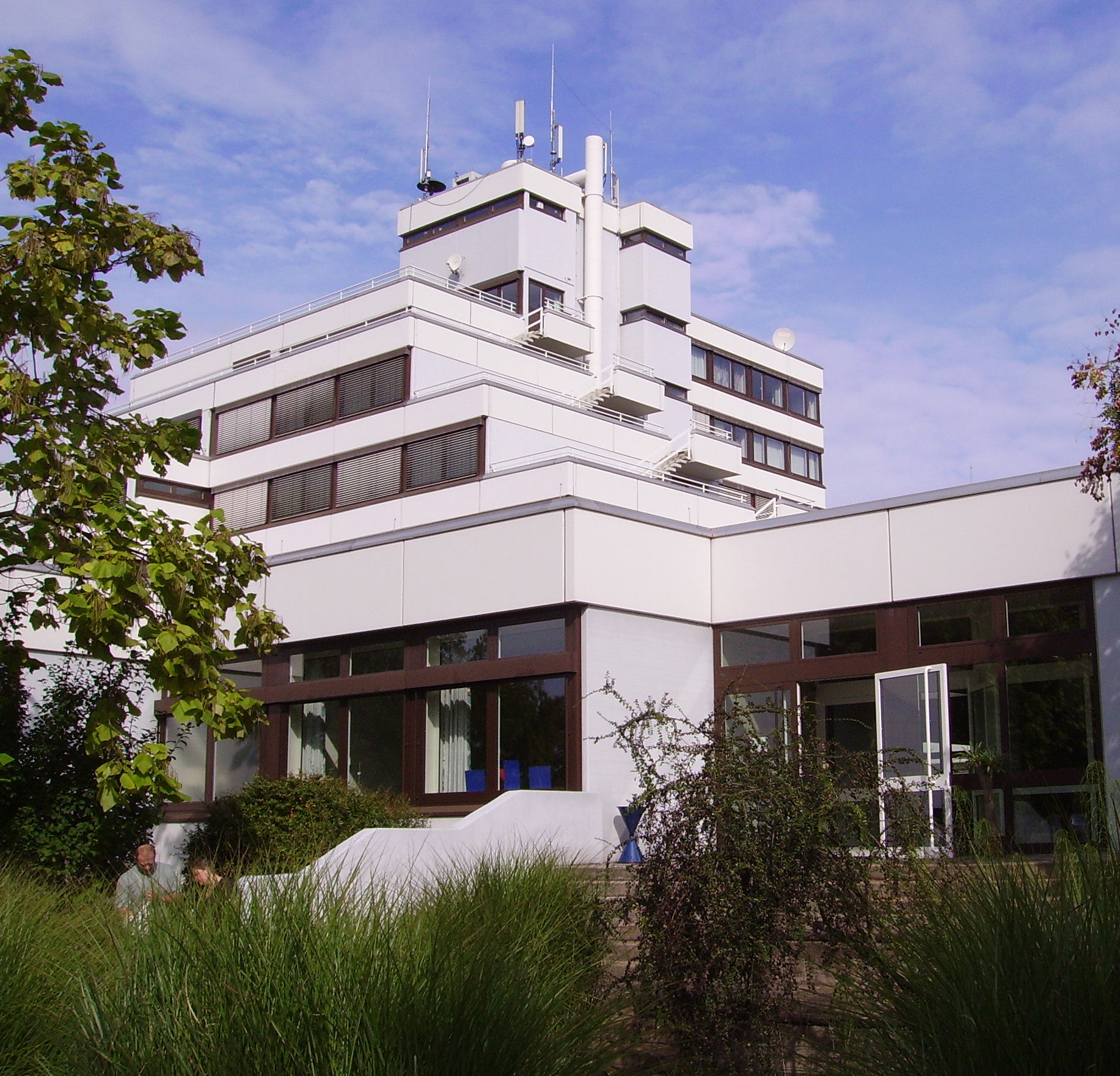
Heinrich-Pesch-Haus
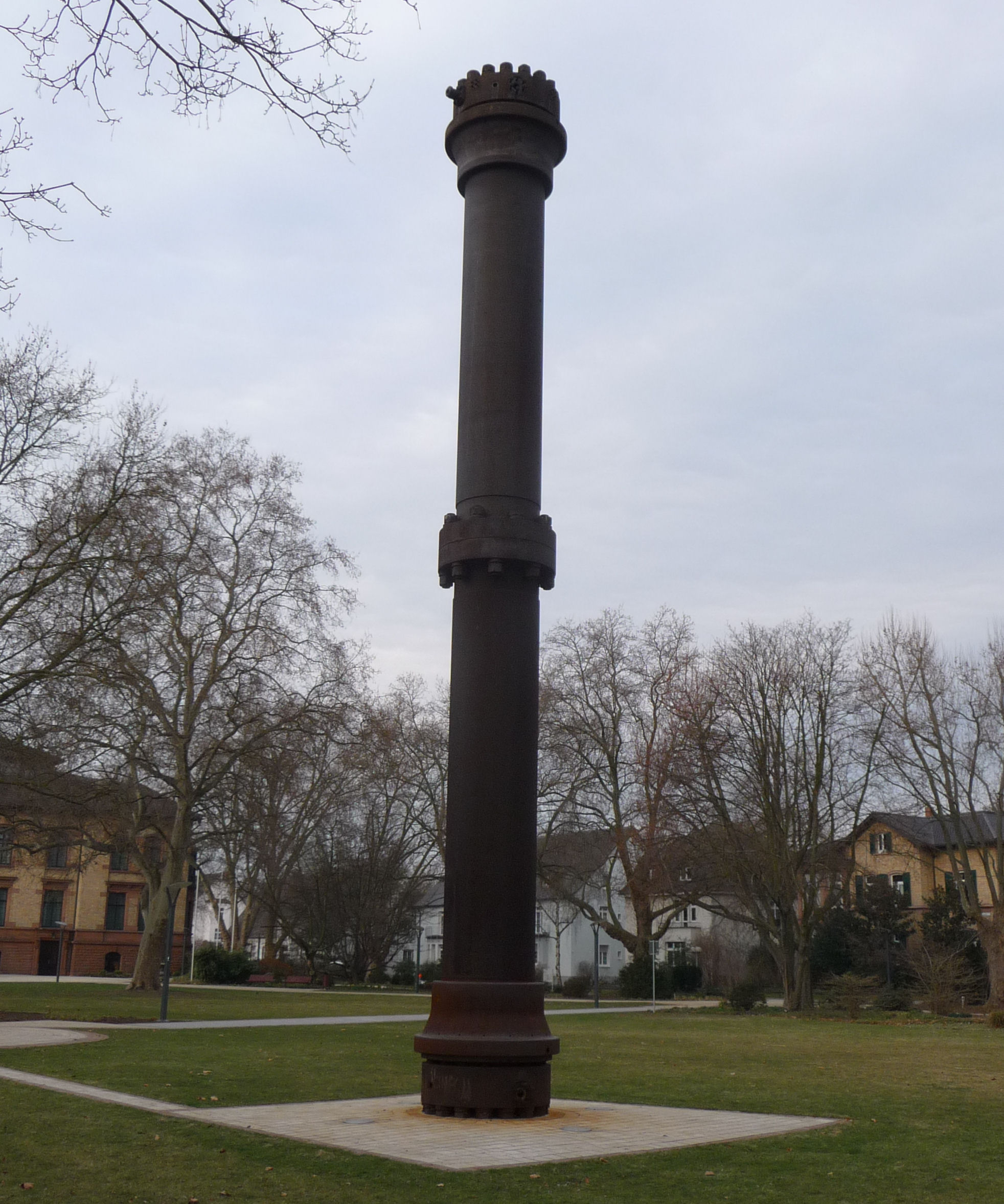
Ammoniakreaktor vor der BASF
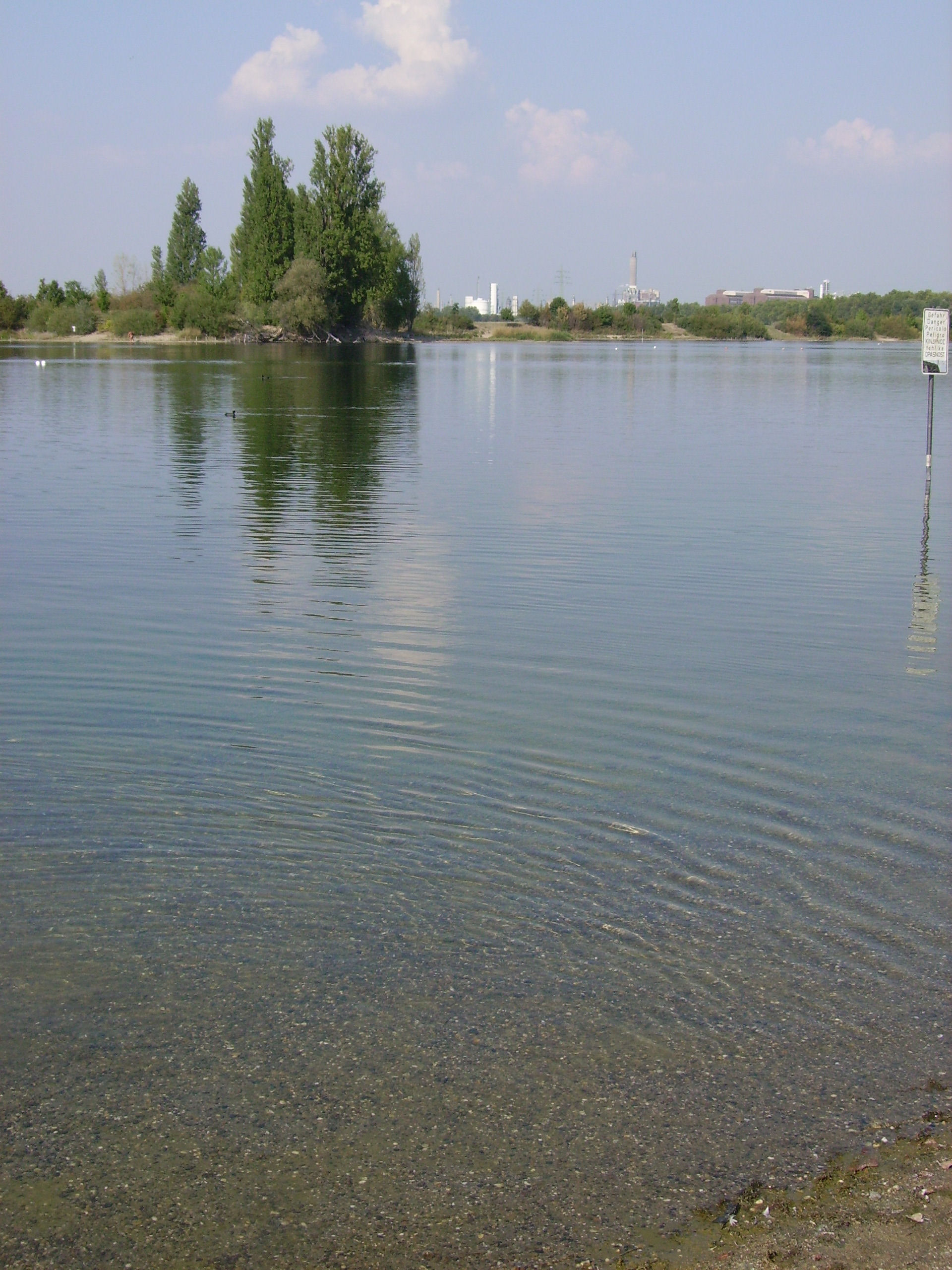
Willersinnweiher
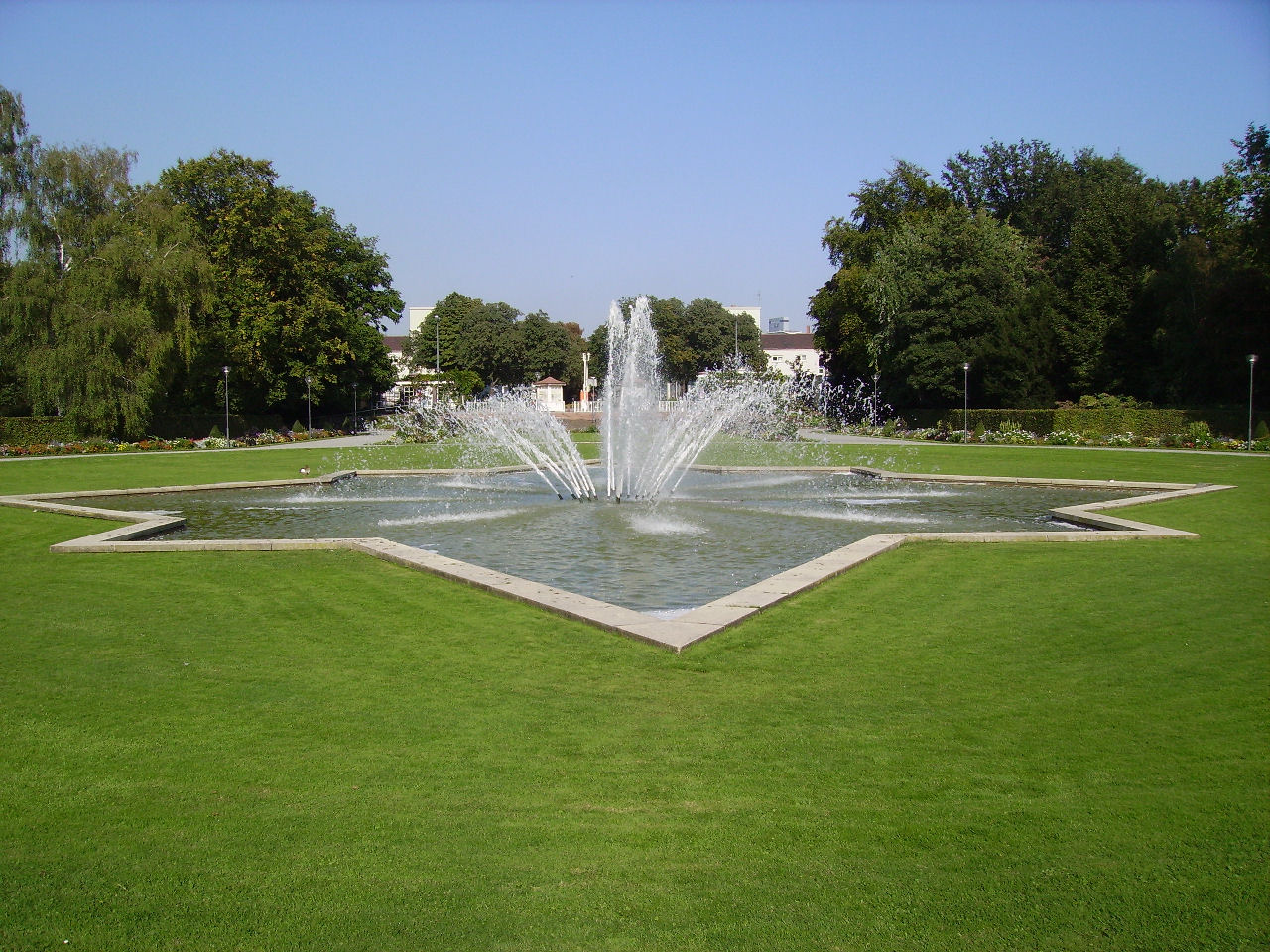
Ebertpark
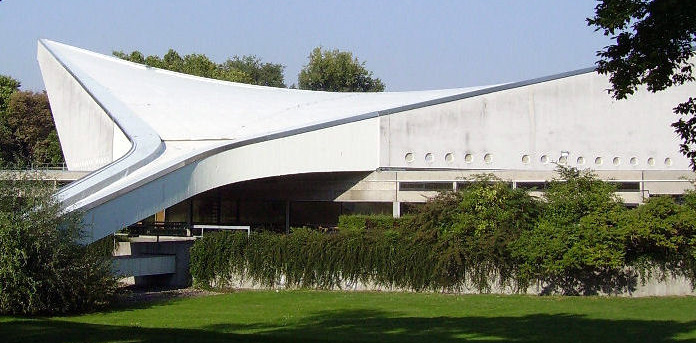
Eberthalle im Ebertpark

## Söhne und Töchter des Ortes
- Paul Dissinger (1877–1964), Politiker (CDU)
- Jakob Neser (1883–1965), Ringer
- Konrad Lang (1885–1963), Abgeordneter des Provinziallandtages der Provinz Hessen-Nassau
- Eugen Mühlberger (1902–1944), Gewichtheber
- Kurt Biedenkopf (1930–2021), Politiker (CDU), Ministerpräsident von Sachsen 1990 bis 2002
- Helmut Kohl (1930–2017), Politiker (CDU), Ministerpräsident von Rheinland-Pfalz 1969 bis 1976, Bundeskanzler 1982 bis 1998, Ehrenbürger Europas
- Ute Enzenauer (* 1964), Radsportlerin